# Respirazione (fisiologia comparata)
La respirazione è il movimento di ossigeno dall'ambiente esterno alle cellule all'interno dei tessuti e la contemporanea rimozione dell'anidride carbonica, nella direzione opposta rispetto all'ambiente.
La respirazione è contestualmente correlata alla respirazione intesa in biochimica, che si riferisce a un processo metabolico mediante il quale un organismo ottiene energia (sotto forma di ATP e NADPH) ossidando i nutrienti e rilasciando prodotti di scarto. Sebbene la respirazione fisiologica sia necessaria per sostenere la respirazione cellulare e quindi la vita negli animali, i processi sono distinti: la respirazione cellulare avviene nelle singole cellule dell'organismo, mentre la respirazione fisiologica riguarda la diffusione e il trasporto dei metaboliti tra l'organismo e l'ambiente esterno.
Nei mammiferi, la respirazione prevede cicli respiratori inspirazione ed espirazione. L'inspirazione è solitamente un movimento attivo che porta aria nei polmoni, dove avviene il processo di scambio gassoso tra l'aria negli alveoli e il sangue nei capillari polmonari; la contrazione del muscolo diaframma provoca un gradiente di pressione. Al contrario, l'espirazione è solitamente un processo passivo, sebbene ci siano molte eccezioni.

## Anatomia degli apparati respiratori

### Scambio diretto
Lo scambio diretto è un processo non mediato da strutture particolari per la respirazione, che avviene per via cutanea. Quando l'animale ha dimensioni ridotte l'ossigeno può diffondere liberamente nei tessuti, giungendo a tutte le cellule dell'individuo in tempi molto brevi. Un tipico esempio di animali a scambio diretto sono i platelminti (vermi piatti) oppure i poriferi (spugne).

### Perfusione
Il meccanismo respiratorio di perfusione è mediato da un sistema circolatorio, seppure blando. Avviene per via epidermica come lo scambio diretto ma l'ossigeno viene portato più in profondità dal sistema circolatorio che provvede a rifornire tutte le cellule dell'individuo di O2, scambiandolo con l'anidride carbonica.

### Scambio tramite trachee
Lo scambio tramite trachee è una peculiarità degli insetti. È un sistema molto efficiente per la respirazione ma richiede dimensioni molto ridotte per le leggi di diffusione dei gas che limitano le velocità del ricambio gassoso. Gli insetti presentano una serie di aperture sulla loro superficie dette spiracoli, che posseggono un meccanismo di apertura-chiusura che consente di non far disperdere all'insetto umidità e calore interno quando non necessario. Quando l'insetto è a riposo gli spiracoli sono chiusi, in uno stato di "apnea". Quando l'insetto è in movimento gli spiracoli sono aperti e lasciano passare l'aria tramite le trachee alle sacche aeree (un rudimentale abbozzo di proto-polmone, disposte linearmente lungo l'insetto) ed alle tracheole. Le trachee penetrano in profondità nell'insetto e diffondono l'ossigeno in tutti i tessuti. Questo tipo di respirazione alternata degli insetti è chiamata respirazione ciclica.

### Branchiale
Tra i tanti, troviamo pesci, crostacei ed alcuni anfibi che respirano con le branchie. Composte negli osteitti da arco branchiale e filamenti branchiali estremamente vascolarizzati, le branchie usano un meccanismo di scambio dei gas chiamato "scambio controcorrente".
I pesci nuotano tenendo aperta la bocca, facendo scorrere l'acqua attraverso i filamenti branchiali in direzione opposta al verso circolatorio. In questo modo lo scambio gassoso è efficientissimo, consentendo il massimo grado di ossigenazione del sangue.
Per quanto riguarda le branchie dei crostacei, non hanno la possibilità di effettuare lo scambio controcorrente.
Le branchie interne sono meno efficienti nello scambio gassoso delle branchie esterne in ambiente acquoso, tuttavia consentono una minima respirazione anche in ambiente terrestre.

### Respirazione mista (epiteliale-polmonare, o a pressione positiva)
Questa tipologia di respirazione è tipica di anfibi come le rane. La respirazione polmonare non è ancora sufficientemente efficiente per sopperire totalmente al bisogno d'ossigeno dell'animale e quindi è integrata da una respirazione epiteliale. L'epitelio degli anfibi è altamente vascolarizzato, sottile e ricoperto di muco per favorire la diffusione dell'ossigeno attraverso i tessuti.
Per quanto riguarda la respirazione polmonare o a pressione positiva, l'aria è fatta entrare nella cavità boccale e successivamente spinta, mediante innalzamento del palato, nei polmoni. Una volta effettuato lo scambio polmonare, l'anfibio riapre la bocca facendo "sgonfiare" i polmoni e facendo fuoriuscire l'anidride carbonica.

### Doppia inspirazione
È un meccanismo respiratorio proprio degli uccelli. Gli uccelli posseggono un apparato respiratorio formato da tre differenti set di organi che intercorrono nella respirazione: i sacchi d'aria anteriori, i polmoni ed i sacchi d'aria posteriori.
La doppia inspirazione è un processo respiratorio che prevede due cicli respiratori. Il primo ciclo inspiratorio spinge l'aria dalla laringe alle sacche aeree posteriori e successivamente nella parte bassa dei polmoni, dove avvengono i primi scambi gassosi; il secondo ciclo inspiratorio porta l'aria dalla parte bassa dei polmoni, dove si completano gli scambi gassosi, alla parte alta dei polmoni ed infine alle sacche aeree anteriori; dalle sacche aeree anteriori l'aria viene infine eliminata all'esterno tramite la laringe, completando il secondo ciclo respiratorio.

### A pressione negativa

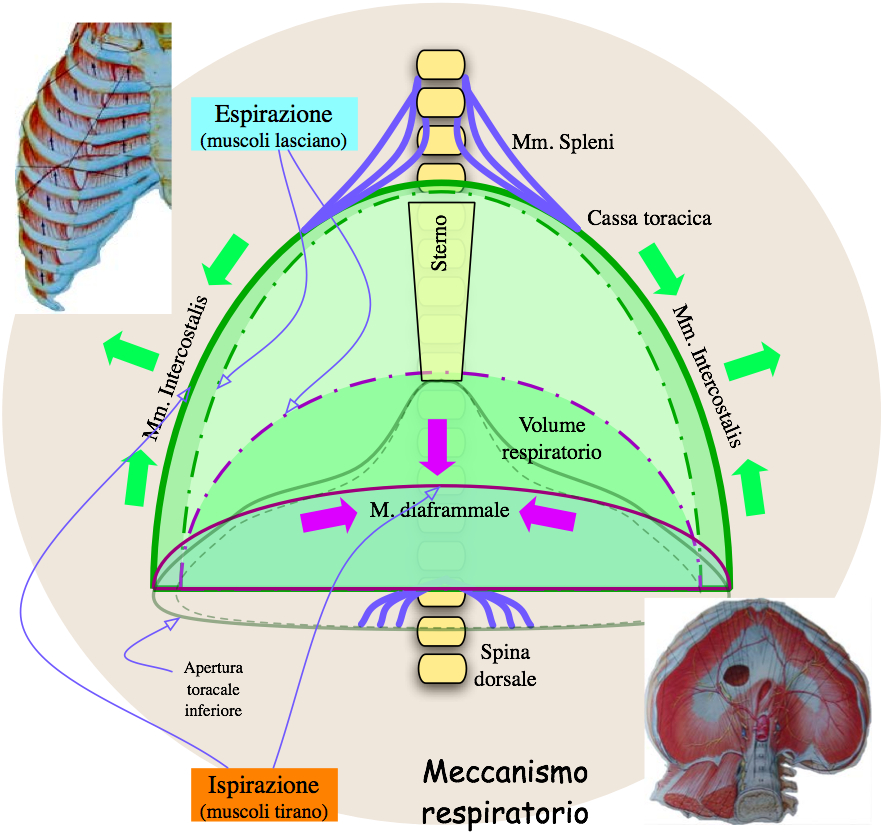
Meccanismo respiratorio

La respirazione a pressione negativa è presente nella maggior parte degli organismi vertebrati come rettili e mammiferi. Essa assicura il rifornimento di aria ricca di O2 agli alveoli polmonari e l'emissione all'esterno dell'aria ricca di CO2 mediante l'aumento di volume della gabbia toracica che causa una riduzione della pressione all'interno dei polmoni e l'ingresso di aria per gradiente di pressione.